# Nikolai Alexandrowitsch Skworzow
Nikolai Alexandrowitsch Skworzow (russisch Николай Александрович Скворцов; * 14. Oktoberjul. / 26. Oktober 1899greg. in Zwetnoje bei Astrachan; † 15. Januar 1974 in Moskau) war ein sowjetischer Politiker. Von 1938 bis 1945 war er Erster Sekretär der Kommunistischen Partei der Kasachischen Sowjetrepublik.

## Leben und Karriere
Skworzow wurde im Dorf Zwetnoje bei Astrachan geboren. Mit 17 Jahren schloss er sich der neugegründeten Roten Garde an, der Kampforganisation der Bolschewiki. 1919 trat er der Kommunistischen Partei Russlands (Bolschewiki), der späteren KPdSU bei. Im Laufe der Jahre arbeitete er sich in der Parteihierarchie immer weiter hinauf. Ab 1930 studierte am Moskauer Institut für Planung und Wirtschaft, seit 1933 war er zudem im Zentralkomitee der KPdSU tätig. Im Mai 1938 wurde er schließlich zum Ersten Sekretär der KP der Kasachischen SSR ernannt. De facto kam dies dem Amt des kasachischen Regierungschefs gleich. In dieser Stellung verblieb Skworzow bis Mai 1945, als Gennadi Borkow diesen Posten übernahm. 
Nach dem Zweiten Weltkrieg arbeitete er dann noch in verschiedenen sowjetischen Ministerien, bis er schließlich 1966 in Rente ging. Skworzow starb 1974 in Moskau.
| Personendaten    | Personendaten                     |
| ---------------- | --------------------------------- |
| NAME             | Skworzow, Nikolai Alexandrowitsch |
| ALTERNATIVNAMEN  | Скворцов, Николай Александрович   |
| KURZBESCHREIBUNG | sowjetischer Politiker            |
| GEBURTSDATUM     | 26. Oktober 1899                  |
| GEBURTSORT       | Zwetnoje (Astrachan)              |
| STERBEDATUM      | 15. Januar 1974                   |
| STERBEORT        | Moskau                            |